# Kristian Bezuidenhout
Kristian Bezuidenhout là một nghệ sĩ piano người Úc.
Anh sinh ra ở Nam Phi vào năm 1979, bắt đầu học nhạc tại Úc và tốt nghiệp Trường Âm nhạc Eastman.
Hiện tại anh đang sống ở London. Sau một thời gian đầu theo học với Rebecca Penneys tư cách là một nghệ sĩ piano hiện đại, anh tìm thấy niềm đam mê của mình với những nhạc cụ bàn phím của các thời kỳ xưa và bắt đầu học harpsichord với Arthur Haas và fortepiano với Malcolm Bilson.
Bezuidenhout lần đầu tiên được quốc tế biết đến và công nhận vào năm 21 tuổi sau khi giành được giải nhất và giải bình chọn của khán giả trong Cuộc thi đàn fortepiano Musica Antiqua ở Bruges.

## Danh sách đĩa nhạc
- Kristian Bezuidenhout, Freiburger Barockorchester, Pablo Heras-Casado. Felix Mendelssohn. Piano Concerto No.2 & Symphony No.1. Trên cây đàn fortepiano do Erard 1837. Label: Harmonia Mundi
- Daniel Hope (violin), Kristian Bezuidenhout (harpsichord, organ), Anne Sofie von Otter (mezzo-soprano), Chamber Orchestra of Europe. Vivaldi. Label: Deutsche Grammophon
- Kristian Bezuidenhout with Jan Kobow. Franz Schubert. Die schöne Mullerin. Trên cây đàn fortepiano của Graf, được sao chép bởi Paul McNulty. Label: Atma
- Kristian Bezuidenhout. Wolfgang Amadeus Mozart. Keyboard Music Vol.2. Trên cây đàn fortepiano của Walter (Paul McNulty). Label: Harmonia Mundi
- Kristian Bezuidenhout. Ludwig van Beethoven. Piano Concertos Nos. 2&5. Trên cây đàn fortepiano của Graf 1824 (R. Regier). Label: Harmonia Mundi.
- Kristian Bezuidenhout, Isabelle Faust. Johann Sebastian Bach. Sonatas for Violin & Harpsichord. Label: Harmonia Mundi

## Liên kết bên ngoài
- Trang web chính thức: kristianbezuidenhout.com